# Cụm tập đoàn quân (Đức Quốc Xã)
Cụm tập đoàn quân (tiếng Đức: Heeresgruppe) là tổ chức tác chiến cấp chiến lược cao nhất của Quân đội Đức Quốc xã, trên cấp Tập đoàn quân. Cũng giống như biên chế phương diện quân của Liên Xô, cụm tập đoàn quân là tổ chức đơn vị binh chủng hợp thành, thường gồm bộ binh, kỵ binh cơ giới, xe tăng, pháo binh, công binh, không quân và các binh chủng khác; có tính cơ động chiến lược để thực hiện các chiến dịch tấn công và phòng ngự trong chiến tranh nên không mang tính đồn trú như mô hình tổ chức quân khu.

## Lịch sử
Trước Chiến tranh thế giới thứ nhất, biên chế tổ chức cao nhất của Quân đội Đế quốc Đức là tập đoàn quân, đặt dưới quyền chỉ huy trực tiếp của Tổng tư lệnh (Oberbefehlshaber), với sự phụ tá của Tổng tham mưu trưởng (Generalstabschef). Đầu chiến tranh Pháp-Phổ, trong lực lượng quân Phổ có 3 tập đoàn quân với tổng binh lực 450.000 người. Tuy nhiên, đến đầu Chiến tranh thế giới thứ nhất, Đế quốc Đức đã có đến 8 tập đoàn quân với 2,2 triệu binh sĩ và gia tăng quân số liên tục trong thời gian chiến tranh lên đến gần 20 tập đoàn quân và các binh đoàn tương đương (Armeeabteilung) với tổng quân số khoảng 3,5 triệu người. Việc gia tăng quân số mạnh mẽ như vậy dẫn đến tình trạng khó khăn trong chỉ huy, do đó cơ cấu biên chế trung gian là cụm tập đoàn quân ra đời.

Bản đồ bố trí binh lực quân Đức tại Mặt trận phía Đông cuối năm 1915.

Tại Mặt trận phía Đông, tháng 11 năm 1914, tướng Paul von Hindenburg được bổ nhiệm làm Tổng tư lệnh hướng Đông (Oberbefehlshaber Ost), chỉ huy toàn bộ các tập đoàn quân của Đức tại phía Đông. Tuy nhiên, không lâu sau, địa bàn chỉ huy của ông bị thu hẹp lại, trên thực tế chỉ còn khu vực Đông Phổ. Đến cuối năm 1915, Bộ Tổng tư lệnh tối cao Đức biên chế lại các tập đoàn quân phía Nam cụm quân Hindenburg thành 3 cụm tập đoàn quân. Cuối năm 1916, Hindenburg được rút về giữ chức Tổng tham mưu trưởng, Vương tử Leopold von Bayern thay chức Tổng tư lệnh hướng Đông. Cụm quân của Hindenburg và cụm tập đoàn quân do Vương tử Leopold chỉ huy được tái phối trí lại thành 2 cụm tập đoàn quân mới, nâng số cụm tập đoàn quân Đức tại đây lên thành 4 cụm. 

Bản đồ bố trí binh lực quân Đức tại Mặt trận phía Tây năm 1918.

Tình hình cũng tương tự tại Mặt trận phía Tây. Từ tháng 8 năm 1916, các tập đoàn quân được biên chế thành 3 cụm tập đoàn quân, được bố trí theo chiến tuyến từ Bắc xuống Nam.
Về sau, một số cụm tập đoàn quân được thành lập thêm, hoặc giải thể, tuy nhiên, hình thái tổ chức cụm tập đoàn quân được duy trì cho đến hết chiến tranh. Trên thực tế, Bộ Tổng tư lệnh tối cao (Oberste Heeresleitung), thông qua Bộ Tổng tư lệnh Lục quân (Oberkommando des Heeres), trực tiếp chỉ huy các tập đoàn quân trên Mặt trận phía Tây, và thông qua Bộ Tổng tư lệnh hướng Đông, gián tiếp chỉ huy các tập đoàn quân trên Mặt trận phía Đông.

## Cơ cấu
Kế hưởng tổ chức biên chế của Đế quốc Đức, cộng thêm ảnh hưởng quan điểm quân sự Blitzkrieg, quân đội Đức Quốc xã cũng tổ chức biên chế các cụm tập đoàn quân có sức cơ động nhanh, khả năng đột kích mạnh, tạo nên sức mạnh hầu như không có đối thủ trong thời gian đầu của Chiến tranh thế giới thứ hai. Trong suốt chiến tranh, cơ chế lãnh đạo hoạt động chiến tranh khá linh hoạt, chủ yếu gồm 4 phương thức chính:
- Bộ Tổng tư lệnh Lục quân chỉ đạo trực tiếp các cụm tập đoàn quân
- Tổng tư lệnh tối cao trực tiếp chỉ huy cụm tập đoàn quân
- Bộ Tổng tư lệnh tối cao thành lập các Bộ Tổng tư lệnh các hướng, gián tiếp chỉ huy các cụm tập đoàn quân
- Bộ tư lệnh một cụm tập đoàn quân được giao nhiệm vụ chỉ huy phối thuộc các cụm tập đoàn quân khác.

Tuy nhiên điều này cũng dễ làm nảy sinh sự nhầm lẫn. Như trường hợp Cụm tập đoàn quân D, từ sau tháng 4 năm 1944 đến hết chiến tranh, chịu trách nhiệm chỉ huy phối thuộc cả các cụm tập đoàn quân như cụm B, cụm G và cụm H, quyền hạn tương tự như Bộ Tổng tư lệnh hướng Tây Nam châu Âu. Vì vậy nhiều tài liệu thường ghi nhầm cụm D là Cụm tập đoàn quân Tây.
Trong thời kỳ đầu Chiến tranh thế giới thứ hai, một sư đoàn Đức Quốc xã có quân số 15.000 quân, thường gấp đôi biên chế sư đoàn Xô viết nên một quân đoàn Đức thường tương đương tập đoàn quân Xô viết và tập đoàn quân Đức thường tương đương 2 đến 3 tập đoàn quân Xô viết. Quân số trong một tập đoàn quân của quân đội Đức Quốc xã thường có từ 75.000 đến 80.000 binh lính và sĩ quan; tương đương với một phương diện quân của Liên Xô (Ví dụ, Tập đoàn quân xe tăng 2 của Đức Quốc xã trong chiến dịch Barbarossa có đến 78.000 sĩ quan và binh lính). Một cụm tập đoàn quân Đức thường có 3 đến 4 tập đoàn quân và sức mạnh của một cụm tập đoàn quân Đức thường tương đương 3 đến 4 phương diện quân Xô viết. Đến cuối chiến tranh, sức mạnh của cụm tập đoàn quân Đức suy giảm nhiều thường chỉ còn 2 tập đoàn quân trong biên chế, mà biên chế và sức mạnh của phương diện quân Xô viết thì lại tăng lên nhiều lần nên về quân số cụm tập đoàn quân Đức chỉ còn xấp xỉ 1/2, thậm chí chỉ đạt 1/4 so với phương diện quân Xô viết. (như trong Chiến dịch Berlin (1945), chỉ riêng Phương diện quân Belorussia 1 đã có quân số xấp xỉ 1,1 triệu quân, gấp 1,5 lần so với tổng binh lực của 2 cụm tập đoàn quân Đức phòng thủ Berlin là Cụm tập đoàn quân Wisla và Cụm tập đoàn quân Trung tâm).

## Danh sách các cụm tập đoàn quân Đức Quốc xã
Dưới đây là danh sách các cụm tập đoàn quân Đức Quốc xã xếp theo thời gian thành lập.
| TT | Phiên hiệu                                                 | Giai đoạn                                 | Chiến trường chính | Ghi chú                                               |
| -- | ---------------------------------------------------------- | ----------------------------------------- | ------------------ | ----------------------------------------------------- |
| 1  | Cụm tập đoàn quân Nam Heeresgruppe Süd                     | 24 tháng 8 năm 1939 - 26 tháng 10, 1939   | Mặt trận Ba Lan    | đổi tên thành Cụm tập đoàn quân A                     |
| 1  | Cụm tập đoàn quân Nam Heeresgruppe Süd                     | 21 tháng 6, 1941 - 9 tháng 7, 1942        | Mặt trận phía Đông | chia thành Cụm tập đoàn quân A và Cụm tập đoàn quân B |
| 1  | Cụm tập đoàn quân Nam Heeresgruppe Süd                     | 12 tháng 2 năm 1943 - 1 tháng 4, 1944     | Mặt trận phía Đông | đổi tên thành Cụm tập đoàn quân Bắc Ukraina           |
| 1  | Cụm tập đoàn quân Nam Heeresgruppe Süd                     | 23 tháng 9, 1944 - 2 tháng 4, 1945        | Mặt trận phía Đông | đổi tên thành Cụm tập đoàn quân Ostmark               |
| 2  | Cụm tập đoàn quân C Heeresgruppe C                         | 26 tháng 8, 1939 - 21 tháng 6 năm 1941    | Mặt trận Tây Âu    | đổi tên thành Cụm tập đoàn quân Bắc                   |
| 2  | Cụm tập đoàn quân C Heeresgruppe C                         | 26 tháng 11, 1943 - 29 tháng 4, 1945      | Mặt trận Nam Âu    | tan rã                                                |
| 3  | Cụm tập đoàn quân Bắc Heeresgruppe Nord                    | 2 tháng 9, 1939 - 10 tháng 10, 1939       | Mặt trận Ba Lan    | đổi tên thành Cụm tập đoàn quân B                     |
| 3  | Cụm tập đoàn quân Bắc Heeresgruppe Nord                    | 21 tháng 6, 1941 - 25 tháng 1, 1945       | Mặt trận phía Đông | đổi tên thành Cụm tập đoàn quân Kurland               |
| 3  | Cụm tập đoàn quân Bắc Heeresgruppe Nord                    | 27 tháng 1, 1945 - 2 tháng 4, 1945        | Mặt trận Berlin    | tan rã                                                |
| 4  | Cụm tập đoàn quân B Heeresgruppe B                         | 10 tháng 10, 1939 - 21 tháng 6, 1941      | Mặt trận Tây Âu    | đổi tên thành Cụm tập đoàn quân Trung tâm             |
| 4  | Cụm tập đoàn quân B Heeresgruppe B                         | 9 tháng 7, 1942 - 9 tháng 2, 1943         | Mặt trận phía Đông | giải thể                                              |
| 4  | Cụm tập đoàn quân B Heeresgruppe B                         | 19 tháng 7, 1943 - 26 tháng 11, 1943      | Mặt trận Tây Âu    | giải thể                                              |
| 4  | Cụm tập đoàn quân B Heeresgruppe B                         | 26 tháng 11, 1943 - 21 tháng 4, 1945      | Mặt trận Tây Âu    | tan rã                                                |
| 5  | Cụm tập đoàn quân A Heeresgruppe A                         | 26 tháng 10, 1939 - 21 tháng 6, 1941      | Mặt trận Tây Âu    | đổi tên thành Cụm tập đoàn quân Nam                   |
| 5  | Cụm tập đoàn quân A Heeresgruppe A                         | 9 tháng 7 năm 1942 - 1 tháng 4 năm 1944   | Mặt trận phía Đông | đổi tên thành Cụm tập đoàn quân Nam Ukraina           |
| 5  | Cụm tập đoàn quân A Heeresgruppe A                         | 23 tháng 9, 1944 - 25 tháng 1, 1945       | Mặt trận phía Đông | đổi tên thành Cụm tập đoàn quân Trung tâm             |
| 6  | Cụm tập đoàn quân D Heeresgruppe D                         | 26 tháng 10 năm 1940 - 9 tháng 5 năm 1945 | Mặt trận Tây Âu    | tan rã                                                |
| 7  | Cụm tập đoàn quân Trung tâm Heeresgruppe Mitte             | 21 tháng 6, 1941 - 25 tháng 1, 1945       | Mặt trận phía Đông | đổi tên thành Cụm tập đoàn quân Bắc                   |
| 7  | Cụm tập đoàn quân Trung tâm Heeresgruppe Mitte             | 25 tháng 1, 1945 - 9 tháng 5, 1945        | Mặt trận Berlin    | tan rã                                                |
| 8  | Cụm tập đoàn quân Sông Don Heeresgruppe Don                | 21 tháng 11, 1942 - 12 tháng 2, 1943      | Mặt trận phía Đông | đổi tên thành Cụm tập đoàn quân Nam                   |
| 9  | Cụm tập đoàn quân E Heeresgruppe E                         | 1 tháng 1, 1943 - 8 tháng 5, 1945         | Mặt trận Nam Âu    | tan rã                                                |
| 10 | Cụm tập đoàn quân châu Phi Heeresgruppe Afrika             | 23 tháng 2 năm 1943 - 13 tháng 5, 1943    | Mặt trận Bắc Phi   | tan rã                                                |
| 11 | Cụm tập đoàn quân F Heeresgruppe F                         | 12 tháng 8, 1943 - 25 tháng 3, 1945       | Mặt trận Nam Âu    | giải thể                                              |
| 12 | Cụm tập đoàn quân Bắc Ukraina Heeresgruppe Nordukraine     | 1 tháng 4, 1944 - 23 tháng 9, 1944        | Mặt trận phía Đông | đổi tên thành Cụm tập đoàn quân A                     |
| 13 | Cụm tập đoàn quân Nam Ukraina Heeresgruppe Südukraine      | 1 tháng 4, 1944 - 23 tháng 9, 1944        | Mặt trận phía Đông | đổi tên thành Cụm tập đoàn quân Nam                   |
| 14 | Cụm tập đoàn quân G Heeresgruppe G                         | 26 tháng 4, 1944 - 29 tháng 4, 1945       | Mặt trận Tây Âu    | giải thể                                              |
| 15 | Cụm tập đoàn quân H Heeresgruppe H                         | 11 tháng 11, 1944 - 7 tháng 4, 1945       | Mặt trận Tây Âu    | giải thể                                              |
| 16 | Cụm tập đoàn quân Thượng sông Rhine Heeresgruppe Oberrhein | 22 tháng 1, 1945 - 29 tháng 1, 1945       | Mặt trận Tây Âu    | giải thể                                              |
| 17 | Cụm tập đoàn quân Weichsel Heeresgruppe Weichsel           | 24 tháng 1, 1945 - 8 tháng 5, 1945        | Mặt trận Tây Âu    | tan rã                                                |
| 18 | Cụm tập đoàn quân Kurland Heeresgruppe Kurland             | 25 tháng 1, 1945 - 8 tháng 5, 1945        | Mặt trận Đông Phổ  | tan rã                                                |
| 19 | Cụm tập đoàn quân Ostmark Heeresgruppe Ostmark             | 2 tháng 4, 1945 - 8 tháng 5, 1945         | Mặt trận Berlin    | tan rã                                                |

## Các đơn vị biên chế tương đương
Ngoài ra còn một số cụm quân (Armeegruppe) cơ động được tổ chức từ các tập đoàn quân hợp thành, có quy mô tương đương với cụm tập đoàn quân, đặt dưới quyền chỉ huy trực tiếp của Đại bản doanh. Tuy nhiên, các cụm quân này không được đặt tên riêng, mà thường gọi theo tư lệnh của cụm quân đó, được tổ chức theo từng chiến dịch. Dưới đây liệt kê một số cụm quân cùng thành phần biên chế chính của quân Đức và đồng minh cũng như thời gian hoạt động của chúng.
- Cụm quân Guderian (Armeegruppe Guderian): gồm Tập đoàn quân thiết giáp số 2 và Tập đoàn quân số 2; 1941
- Cụm quân Kleist (Armeegruppe Kleist): gồm Tập đoàn quân thiết giáp số 1 và Tập đoàn quân số 17; 1942
- Cụm quân Weichs (Armeegruppe Weichs) gồm Tập đoàn quân số 2, Tập đoàn quân thiết giáp số 4 và Tập đoàn quân số 2 Hungary; 1942
- Cụm quân Ruoff (Armeegruppe Ruoff) gồm Tập đoàn quân số 17 và Tập đoàn quân số 3 Romania; 1942
- Cụm quân Hoth (Armeegruppe Hoth) gồm Tập đoàn quân thiết giáp số 4 và Tập đoàn quân số 4 Romania; 1942/1943
- Cụm quân Raus/Heinrici (Armeegruppe Raus/Heinrici) gồm Tập đoàn quân thiết giáp số 1 và Tập đoàn quân số 1 Hungagry; 1944/1945
- Cụm quân Wöhler (Armeegruppe Wöhler) gồm Tập đoàn quân số 8, Tập đoàn quân số 4 Romania, Tập đoàn quân số 1 và số 2 Hungagry; 1944
- Cụm quân Fretter-Pico/Balck (Armeegruppe Fretter-Pico/Balck) gồm Tập đoàn quân số 6, Tập đoàn quân số 2 và số 3 Hungagry; 1944/1945
- Cụm quân Student (Armeegruppe Student) gồm Tập đoàn quân nhảy dù số 1 và Tập đoàn quân số 15; 1944

Các cụm quân đồng minh:
- Cụm quân Antonescu (Armeegruppe Antonescu) gồm Tập đoàn quân số 3 và số 4 Romania; 1941
- Cụm quân Dumitrescu (Armeegruppe Dumitrescu) gồm Tập đoàn quân số 3 Romania và Tập đoàn quân số 6 Đức; 1944
- Cụm quân Liguria (Armeegruppe Ligurien) gồm Tập đoàn quân số 97 Ý và Tập đoàn quân số 14 Đức; 1944/1945

Một số đơn vị cấp tập đoàn quân nhưng mang phiên hiệu của cụm quân:
- Cụm quân Felber (Armeegruppe Felber) gồm Quân đoàn 83 và Tập đoàn quân số 4 Ý; 1942/1943
- Cụm quân Frießner (Armeegruppe Frießner); 1944)
- Cụm quân Blumentritt (Armeegruppe Blumentritt); 1945)
- Cụm quân Steiner (Armeegruppe Steiner); 1945